# Diaethria serpentina
Diaethria serpentina är en fjärilsart som beskrevs av Prezegandza 1927. Diaethria serpentina ingår i släktet Diaethria och familjen praktfjärilar. Inga underarter finns listade i Catalogue of Life.